# 경찰 폭력

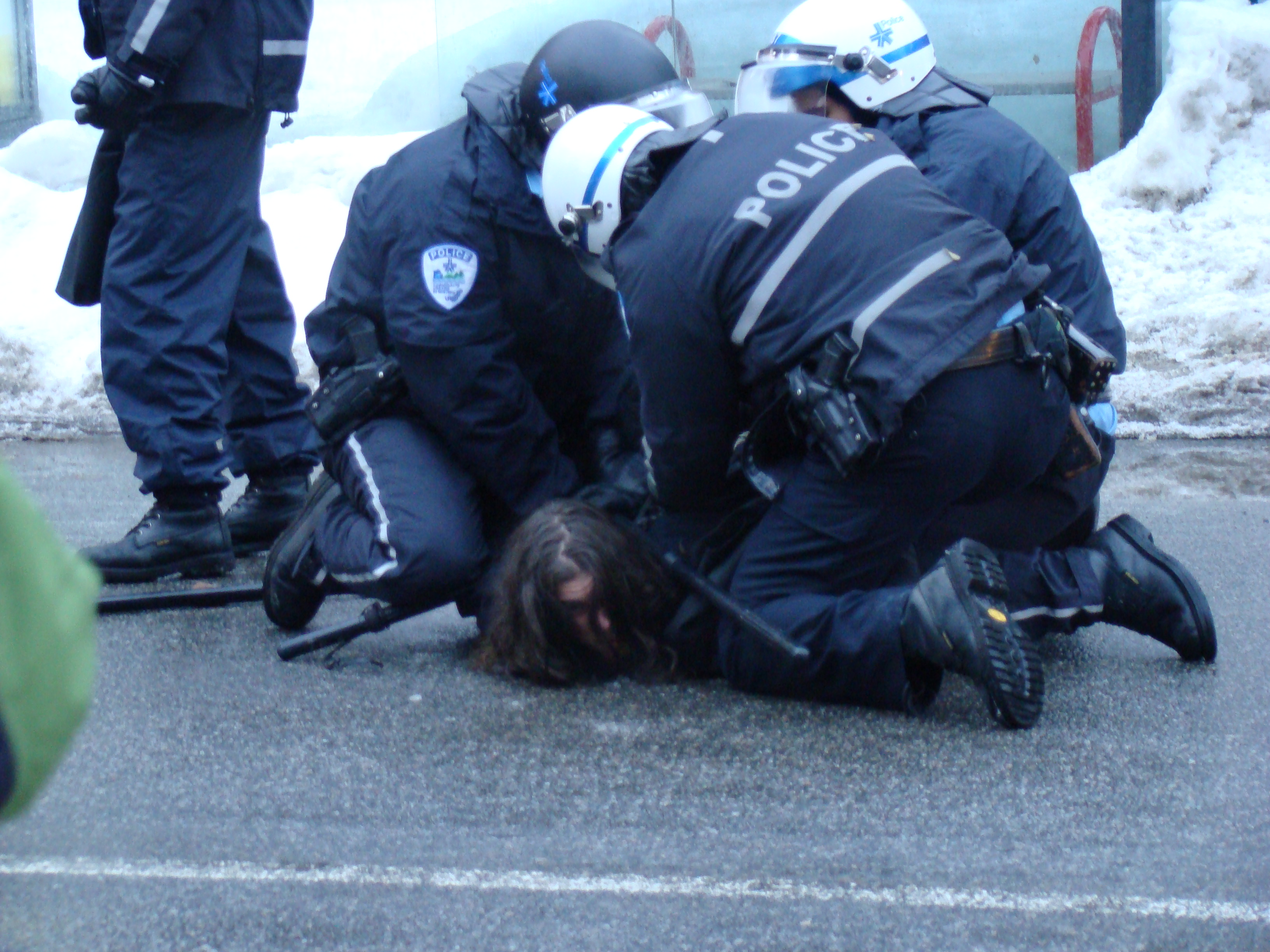
2008년 퀘벡주 몬트리올 시위 당시 경찰의 과잉 진압

경찰 폭력또는 경찰의 잔혹 행위(Police brutality)는 법 집행 기관이 개인이나 집단에 대해 과도하고 부당한 무력을 사용하는 것이다. 이는 극단적인 형태의 경찰 부정 행위이며 시민권 침해이다. 경찰 폭력에는 질식, 구타, 총격, 부적절한 폭행, 인종 차별적 폭력 및 부당한 테이저 사용이 포함되지만 이에 국한되지 않는다.

## 역사
최초의 현대 경찰은 1829년에 설립된 런던의 수도권 경찰청으로 널리 알려져 있다. 그러나 일부 학자들은 초기 경찰 활동은 1500년대 초 카리브해의 농장 식민지에서 아메리카에서 시작되었다고 주장한다. 이러한 노예 순찰은 다른 지역으로 빠르게 퍼져나가 현대 경찰의 초기 사례가 발전하는 데 기여했다. 초기 기록에 따르면, 노동 파업은 1877년 대철도파업, 1894년 풀먼파업, 1912년 로렌스 섬유 파업, 1914년 러들로 학살, 1919년 대철강파업, 1924년 하나페페 학살과 같은 사건을 포함하여 미국에서 경찰 폭력이 처음으로 발생한 대규모 사건이었다.
"경찰 폭력"이라는 용어는 19세기 중반 영국에서 처음 사용되었으며, 펀치(Punch)의 단명한 경쟁자였던 더 퍼핏 쇼(The Puppet-Show) 잡지가 1848년 9월에 다음과 같이 썼다.
그들이 모든 사람을 혐오스럽게 만드는 범죄를 저지르지 않고 일주일도 지나지 않는다. 소년들은 그들의 잔혹함에 상처를 입고, 여성들은 그들의 난폭함에 모욕을 당한다. 그리고 잔혹 행위가 저지른 일은 위증으로 부인되고, 치안판사의 어리석음은 처벌받지 못한 채 방치된다. [...] 그리고 경찰의 잔혹 행위는 우리의 가장 "숭배받는 제도" 중 하나가 되고 있다!

미국 언론에서 이 용어가 처음 사용된 것은 1872년 시카고 트리뷴이 해리슨 스트리트 경찰서에서 체포된 시민을 구타한 사건을 보도했을 때였다.
미국에서는 소수 민족 수감자의 수가 통계적으로 불균형하기 때문에 소외 계층이 경찰을 법의 보호자나 집행자라기보다는 억압자로 인식하는 것이 일반적이다.

## 같이 보기
- 권위주의 인격
- 시민 자유
- 민권과 참정권
- 죽음의 부대
- 법집행기관
- 폭동적 시위진압
- 경찰유도 자살